# Lea
 For alternative betydninger, se Lea (flertydig). (Se også artikler, som begynder med Lea)
Lea (også stavet Lia eller Leah) er en af de fire matriarker i Bibelen, og hustru til Jakob.
Lea er moder til seks af Israels tolv stammer. 

## Eksterne link
- Wikimedia Commons har flere filer relateret til Lea

| Religion | Spire Denne religionsartikel er en spire som bør udbygges. Du er velkommen til at hjælpe Wikipedia ved at udvide den. |